# Fakulta bezpečnostního managementu Policejní akademie České republiky v Praze
Fakulta bezpečnostního managementu (FBM) je jednou ze dvou fakult Policejní akademie České republiky v Praze, což je státní vysoká škola univerzitního typu (je tedy podřízena jakožto organizační složka státu nikoliv MŠMT, ale MVČR).
Fakulta v současnosti poskytuje studium v tříletém bakalářském studijním programu (Bc.). Dvouletý navazující magisterský studijní program (Mgr.) aktuálně fakulta nemá žádný akreditovaný. Poskytován je taktéž doktorský studijní program (Ph.D.) zaměřený na samostatnou vědeckou, tvůrčí, resp. pedagogickou (akademickou), činnost. Bakalářské studium je zde nabízeno v jednom studijním programu  Bakalářský studijní program je možné absolvovat v prezenční či kombinované formě studia. PA ČR umožňuje vykonat také příslušné rigorózní řízení (PhDr.). Doktorský studijní program je zde poskytován v jednom studijním programu a je realizován jako univerzitní s ingerencí obou fakult.

## Členění
Mimo běžných součástí fakulty, kterými jsou standardně akademický senát fakulty, vědecká rada fakulty, děkanát, sekce proděkanů, studijní oddělení, provozní (hospodářské) oddělení, sekretariáty, disciplinární komise, se fakulta skládá z následujících pracovišť:
- Katedra bezpečnostních studií
- Katedra jazyků
- Katedra krizového řízení
- Katedra managementu a informatiky
- Katedra soukromého práva
- Katedra společenských věd
- Katedra veřejného práva
- Katedra správního práva a správní vědy[5]

### Bakalářské studijní programy
- Bezpečnostní aspekty ve veřejné správě[5]

### Navazující magisterské studijní programy
- Aktuálně není žádný akreditován

### Doktorské studijní programy a obory
- Bezpečnostně právní studia

## Vedení fakulty
- doc. JUDr. Mgr. Lukáš Habich, Ph.D. – děkan
- Mgr. Josef Dubský – proděkan pro studium a rozvoj
- JUDr. Zdeněk Kropáč, Ph.D. – proděkan pro vědu a výzkum
- Mgr. Natálie Čermáková – vedoucí kanceláře děkana
- Mgr. Luboš Slavík – předseda akademického senátu